# صبا شایسته
صبا شایسته (زادهٔ ۳ آبان ۱۳۶۹ – درگذشتهٔ ۱۳ خرداد ۱۳۹۹) قایق‌ران تیم ملی قایقرانی روئینگ ایران بود.

## زندگی ورزشی
صبا شایسته در ۱۷ آبان سال ۱۳۶۹ متولد شد. او از نخستین ورزشکاران تیم ملی روئینگ ایران بود که از سال ۱۳۸۵ وارد تیم ملی شد. او به مدت ۳ سال در اردوی تیم ملی پارو زد و در مسابقات کاپ بلغارستان، شرق آسیا سنگاپور و بازیهای آسیایی دوحه ۲۰۰۶ حضور داشت. کسب چندین جایگاه و رنکینگ در مسابقات بین‌المللی و چندین مدال قهرمانی کشور، از موفقیت‌های ورزشی او بود. وی همچنین، داور و مربی روئینگ نیز بود و در مسابقات کاپ آسیایی روئینگ ۲۰۱۶ به عنوان داور حضور داشت. صبا شایسته دارای مدرک کارشناسی ارشد صنایع غذایی و مربی فیتنس، EMS و مترجم کتاب ورزشی تمرینات قایقرانی روئینگ بود.
در مهر ۱۳۹۹ مسابقات قهرمانی کشور و انتخابی تیم ملی روئینگ بانوان، یادوارهٔ صبا شایسته برگزار شد.

## درگذشت
صبا شایسته در ۱۵ خرداد ۱۳۹۹، در هنگام فعالیت آموزش آنلاین ورزشی، به دلیل ایست قلبی درگذشت. توسط فدراسیون قایقرانی در محوطهٔ دریاچه آزادی، تابلو یادبود صبا شایسته نصب شد.